# 特拉蒙埃米
特拉蒙埃米（法語：Tramont-Émy，法語發音：[tʁamɔ̃ emi]）是法国默尔特-摩泽尔省的一个市镇，位于该省南部，属于图勒区。

## 地理
特拉蒙埃米（48°24'26"N, 5°56'48"E）面积3.91 平方千米，位于法国大東部大區默尔特-摩泽尔省，该省份为法国东北部内陆省份，是洛林的一部分，北邻比利时、卢森堡，北起顺时针与摩泽尔省、下莱茵省、孚日省和默兹省接壤。
与特拉蒙埃米接壤的市镇（或旧市镇、城区）包括：维什雷、法维耶尔、特拉蒙拉叙、特拉蒙圣安德烈、旺德莱维尔。

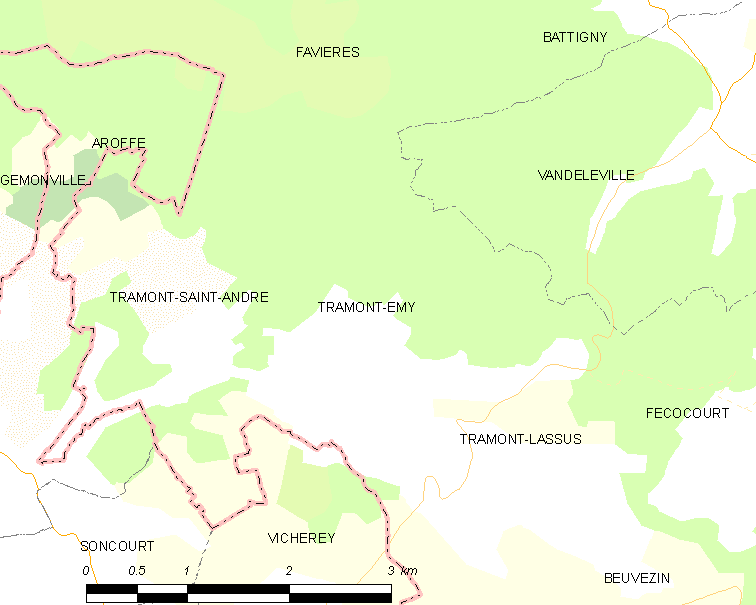
特拉蒙埃米的OSM定位图

特拉蒙埃米的时区为UTC+01:00、UTC+02:00（夏令时）。

## 行政
特拉蒙埃米的邮政编码为54115，INSEE市镇编码为54529。

## 政治
特拉蒙埃米所属的省级选区为梅讷欧桑图瓦县。

## 人口

1962-2008年间特拉蒙埃米人口变化图示

特拉蒙埃米于2022年1月1日时的人口数量为28人。